# سايت إسكان عشاير ميلاد
سايت إسكان عشاير ميلاد هي قرية في مقاطعة بل دشت، إيران. عدد سكان هذه القرية هو 617 في سنة 2006.